# Christopher Wesley
Christopher Wesley (* 23. Juni 1987 in Nürnberg) ist ein deutscher Hockeyspieler.
Seit 2002 war Wesley in den Jugendmannschaften des DHB aktiv; 2003 gewann er bei der U16-Europameisterschaft in Barcelona den Titel. Am 18. August 2005 debütierte er in der deutschen Hockeynationalmannschaft. Aber erst bei der Europameisterschaft 2009 gehörte der Stürmer zum Kader bei einer internationalen Meisterschaft; nach dem zweiten Platz 2009 gehörte er auch zwei Jahre später bei der Feldhockey-Europameisterschaft in Mönchengladbach zur deutschen Mannschaft, die diesmal den Titel gewann. Im Jahr darauf erhielt Wesley mit der deutschen Mannschaft die Goldmedaille bei den Olympischen Spielen 2012 in London. 2015 wurde er mit der Nationalmannschaft Vize-Europameister. Bei den Olympischen Spielen 2016 in Rio gewann er die Bronzemedaille.
Insgesamt bestritt Wesley bislang 164 Länderspiele. (Stand 2. November 2016)
Wesley studiert in Nürnberg Medizintechnik. Schon in der Jugend gewann er mit der Mannschaft des Nürnberger HTC einige Titel, seit dem Aufstieg 2007 spielt er in der Feldhockey-Bundesliga.
Vom 22. bis 26. Februar 2021 nahm er an der Kochsendung „Das perfekte Dinner“ auf VOX teil.